# Lars Åkirke
Lars Gunner Åkirke (20. marts 1926 i Gørlev – 20. august 2004 i Tibirke) var en dansk kunstmaler og grafiker. Han skiftede i 1948 efternavn fra Larsen til Aakirke, og ændrede senere skrivemåden til Åkirke. Han blev i 1953 gift med kunstmaleren Vibeke Alfelt. Parret er begravet på Tibirke Kirkegård.
Uddannelse: Kunstakademiet i København 1946 – 1951.
Kunstformer: Oliemaleri på lærred, akvarel og grafik.
Blev i 1966 medlem af Kunstnersammenslutningen Grønningen.
Af mere specielle værker kan nævnes:
- 4 gavlmalerier (17 x 13 m) i bebyggelsen Ladegårdsparken i Holbæk, 1996. (En opgave hvor 11 kunstnere, heraf 10 fra Grønningen, udsmykkede i alt 44 husgavle).
- 6 mosaikker på "Byporten" i Helsinge, 2004. (På Byportmuren ud mod Rådhusvej, 3 mosaikker på hver side af "byporten").

Vejen "Åkirkesvej" i Tibirke, 3220 Tisvilde, er opkaldt efter Lars Åkirke.